# Битка при Алмонасид
Битката при Алмонасид е сражение на 11 август 1809 г., по време на Полуостровната война.